# Conte imperial
Conte imperial (în germană Reichsgraf) a fost denumirea dată unui anumit statut în Sfântul Imperiu Roman. Este vorba nu doar un titlu nobiliar ci de un termen istoric definit legal, cu un înțeles pe mai multe niveluri. Astfel titlul Graf tradus prin „conte”, era o subcategorie cu semnificație proprie a titlului Conte Imperial.

## Titlu nobiliar
Structurile constituționale complicate ale vechiului imperiu au determinat existența a două categorii de conți imperiali fundamental diferite:

Pălărie princiară a conților imperiali

- Conți care cârmuiau teritorii imperiale directe, pentru care exista un loc și un vot în dieta imperială și care implicit aparțineau așa-numitelor stări imperiale. Aceștia erau considerați ca făcând parte din înalta nobilime.[1] După 1803 ei și-au pierdut poziția semi-suverană prin mediatizare, teritoriile lor fiind afiliate teritoriilor învecinate mai mari. Astfel noii lor suverani deveniseră foștii lor vecini teritoriali. Totuși, ei și-au păstrat nivelul nobiliar egal cu cel al caselor regale, au continuat să cârmuiască și li s-a permis să poarte o pălărie princiară cu blazonul lor. În Gothaischen Genealogischen Hofkalender (numit astăzi Gothaischen Genealogischen Handbuch) care conține arborii genealogici ai familiilor nobiliare, acești conți sunt enumerați în volumele roșii, dedicate caselor princiare; nu există deci decât o mică diferență de rang nobiliar între principi imperiali și conții imperiali.

Coroană a conților imperiali titulari

- Conți titulari simpli care primiseră de la împăratul romano-german sau de la vicarul imperial, în calitate de reprezentant al împăratului, acest titlu ca ridicare în rang, dar nu conduceau teritorii cu loc și vot în dieta imperială, dar care cu timpul au fost, de asemenea, considerați conți imperiali.[1] Ei aparțin însă nobilimii inferioare și nu sunt clasați deasupra conților care au primit titlul de la alți suverani. În Gothaischen Genealogischen Hofkalender ei sunt enumerați în volumele verzi, dedicate conților, la fel ca și conții ridicați în rang de alți suverani. Ei aveau dreptul la adresarea dedicată nobililor de rang înalt și purtau coroana de conte cu blazonul lor.

## Conți imperiali ca regenți ai teritoriilor imperiale directe
Ordinea constituțională a Sfântului Imperiu Roman până la sfârșitul lui în 1806 a fost stabilită parțial de legile imperiale de bază (ca de exemplu Bula de Aur din 1356), parțial de principii juridice general recunoscute și parțial de dreptul cutumiar tradițional.
Una dintre cerințele de bază pentru a obține statutul imperial cu drept de vot în dieta Sfântului Imperiu Roman, era ca teritoriile imperiale directe să aibă o dimensiune minimă (așa-numita „dimensiune și importanță princiară), ceea ce implica existența unei cancelarii guvernamentale proprii cu structură administrativă suverană. Apoi trebuia să obțină admiterea în dietă (care devenise o instituție permanentă începând din 1495), pentru care era necesară aprobarea prealabilă a împăratului și ulterior a stărilor reprezentate în dietă.
În Imperiul Merovingian și Imperiul Franc, contele era un oficial regal care exercita suveranitatea regală într-o unitate administrativă (comitat sau Gau) și era adjunct al regelui, respectiv al împăratului, în anumite zone (marcă, oraș regal, palatinat, domeniu regal). După crearea ducatelor mai tinere, conții au devenit vasali ai ducilor. Începând cu perioada Ottoniană, datorită eredității crescânde și integrării titlului de conte în sistemul feudal, sensul acestuia s-a schimbat trecând de la definirea funcției inițiale spre definirea drepturilor nobilului în teritoriu său. Drepturile contelui au fost din ce în ce mai mult tratate ca drepturi private datorită schimbului, vânzării și diviziunii moștenirii. Ca urmare, vechile comitate s-au divizat din ce în ce mai mult fiind asociate cu alte drepturi și formând comitate noi de dimensiuni mai mici. În plus, multe comitate au fost date episcopilor și arhiepiscopilor pentru a le îndepărta de sub conducerea imediată a regelui și pentru a le împărți între mai mulți vasali. Un semn exterior al acestei schimbări a fost orientarea denumirii comitatului după locul unde se afla centrul cârmuirii contelui și nu al locației sale în teritoriu. Deoarece chiar regii și împărații dețineau ei înșiși comitate, ducate și domenii regale, după sfârșitul perioadei Staufer au rămas multe teritorii care puteau deveni teritorii imperiale directe. Cu timpul, mulți conți care fuseseră inițial vasali ai ducilor sau episcopilor, au reușit să iasă de sub suveranitatea feudală a acestora.
Multe dintre aceste comitate au devenit de-a lungul timpului subordonate direct doar împăratului. Spre deosebire de cavalerii imperiali, care erau conducători imperiali direcți, dar nu câștigaseră statutul imperial nefiind admiși în dietă, cei mai mulți conți au reușit să obțină un loc și un vot în jurul anului 1500 în perioada de consolidare instituțională a dietei imperiale, ei făcând astfel parte din stările imperiale. Se folosește deseori sintagma colocvială „conte principe”, deoarece acești conți erau prin naștere egali cu principii. Totuși, din punct de vedere formal doar câtorva teritorii au primit denumirea princiară (de exemplu Comitatul Princiar Tirol, în germană Gefürstete Grafschaft Tirol).

## Puterea și rolul politic al conților imperiali
Conții imperiali erau recunoscuți ca atare dacă aveau un loc și un vot în Dieta imperială. În 1521 existau 144 de comitate imperiale, iar în 1792 doar 99. Motivele acestei scăderi au fost ridicarea la rang princiar a multor conți (teritoriile lor devenind astfel principate), stingerea familiilor nobiliare și mai rar, mediatizarea comitatelor de către prinții imperiali mai puternici care și-au însușit teritoriile acestora (ca în cazul comitatului de Mansfeld în 1580). Comitatele imperiale au existat în special în zonele fragmentate teritorial, în special în Suabia și Franconia, dar și în nord-vestul imperiului și mai rar în nordul, centrul și estul imperiului.

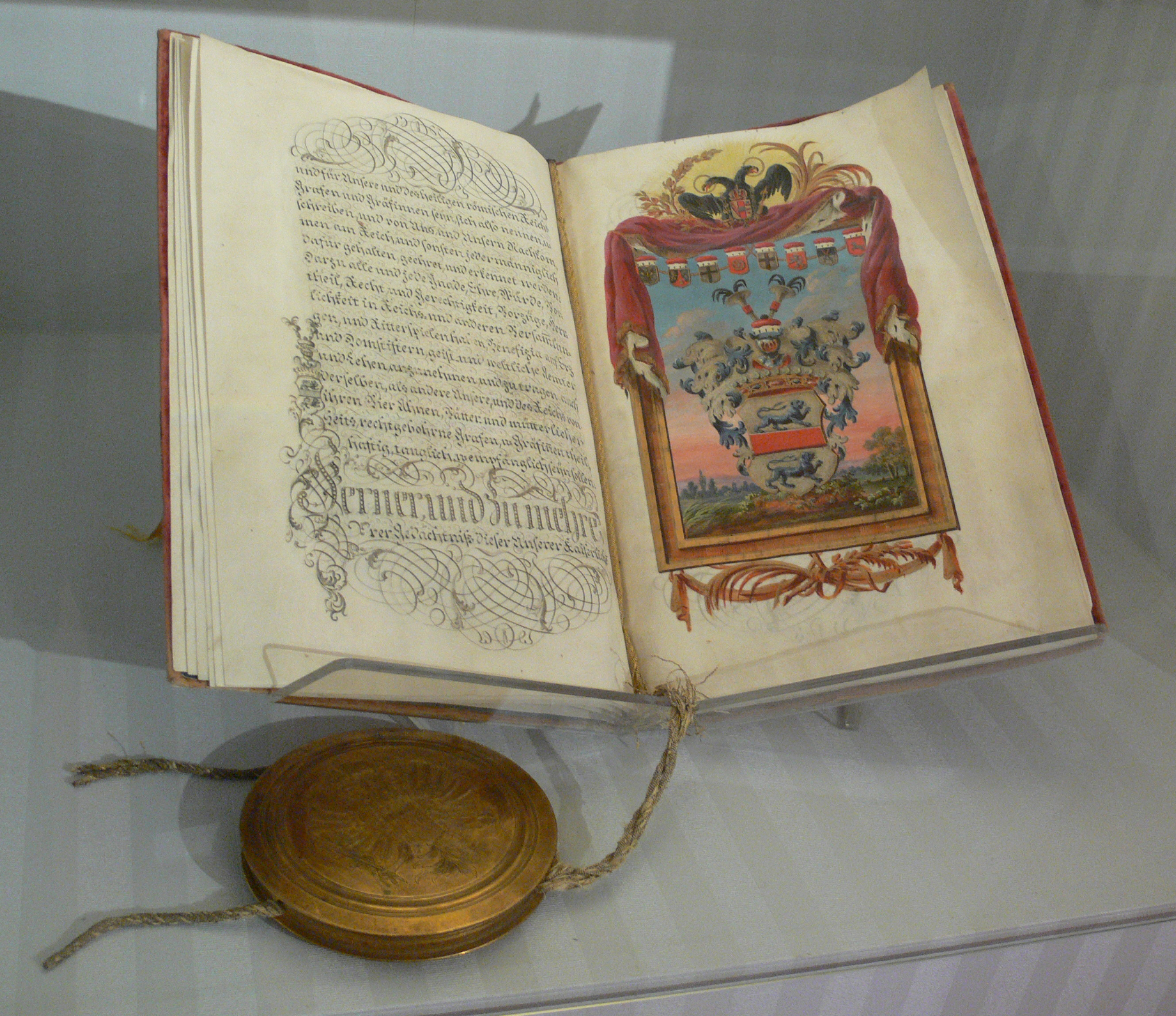
Diploma privind ridicarea baronului Anton Schenk de Stauffenberg (linia Wilflinger) la rangul de conte de către împăratul Iosif al II-lea, 1785

Pentru a-și putea impune mai eficient interesele politice și pentru a-și păstra independența, conții s-au organizat în asociații. În dietele imperiale conții au participat la Consiliul prinților imperiali, formând în cadrul acestuia patru „Colegii ale conților imperiali”.
Până în 1653, dar ocazional și ulterior, statutul imperial (implicând un loc și drept de vot în dietă) putea fi conferit de către împărat și unor persoane care nu aveau un teritoriu princiar, însă statutul lor nu era ereditar. Mai târziu, pentru ca teritoriul contelui să devină unul princiar era necesară includerea acestuia într-unul dintre cele zece districte imperiale și admiterea contelui într-unul dintre cele patru colegii ale conților imperiali din dietă, prin acordul dat de aceștia, având ca efect restrângerea puterii imperiale.

## Sfârșitul statutului imperial al conților
Ca urmare a Reichsdeputationshauptschluss din 1803, a Tratatului Confederației Rinului din 1806, a dizolvării Sfântului Imperiu Roman în același an și în cele din urmă a Congresului de la Viena din 1815, majoritatea comitatelor imperiale au fost mediatizate. Astfel conții s-au subordonat foștilor lor „colegi”, stăpâni ai teritoriilor vecine mai mari, care au încorporat teritoriile lor. Conților li s-au acordat, totuși, anumite drepturi speciale, cum ar fi locul votul în prima cameră a parlamentului statului și uneori dreptul la propria lor jurisdicție. Conform acordurilor încheiate la Congresul de la Viena, conții și-au păstrat egalitatea prin naștere cu casele conducătoare. În măsura în care acești conți nu au fost excluși prin lege, casele mediatizate au format un adevărat rezervor de candidați la căsătorie pentru casele domnitoare până în 1918. Doar fostele comitate imperiale Lippe, Reuss și Schaumburg-Lippe au fost ridicate la rang de principat la Congresul de la Viena (sau anterior de Napoleon Bonaparte) rămânând ca atare până la Revoluția germană din 1918 devenind apoi ca state federale. Ultimele privilegii ale conților au fost și ele desființate ulterior.